# 하재봉
하재봉(河在鳳)은 대한민국의 시인이자 소설가, 영화평론가, 문화평론가이며 영화감독이자 방송인이다.

## 이력
본관은 진주(晋州)이다. 전라북도 정읍에서 출생하였고 전주고등학교 졸업을 거쳐 경희대학교 국어국문학과에 진학해 학사 학위를 받은 이후 중앙대학교 대학원 국어국문학과에서 《서정주 시에 나타난 물질적 상상력 연구》(1982년)로 석사 학위를 받았다. 대학시절에는 류시화, 이문재, 박덕규 등과 시창작 동인활동을 하였고 1980년 동아일보 신춘문예에 시 《유년시절》이 당선되어 시인으로 데뷔하였으며 1980년 한국문학사 제정 백만원고료 신인상 시부문을 수상하였다.
1980년 겨울 류시화, 박덕규 등과 《시운동》 동인을 창단해서 이후 1980년대 활발한 시동인 활동을 하면서 이문재, 장정일, 황인숙, 장석남, 김기택 등과 《시운동》 동인시집을 13권까지 출간하였다. 1986년부터 1994년까지 한국문화예술진흥위원회에서 일했으며 또한 1988년 서울올림픽문화예술축전 세계연극제와 세계무용제의 홍보 출판 업무를 담당했다. 1990년 미국국립예술기금 예술연수원 예술행정과정을 수료하였다. 1993년부터  서울예술전문대학 문예창작학과, 중경공업전문대학 등에서 시창작 강의를 하였고 2000년도부터 국민대학교 강사, 한성대학교 겸임교수, 인하대학교 겸임교수를 역임했으며 2005년도부터 2016년까지 동서대학교 영상매스컴학부 교수로 재직했다. 2016년 2학기부터는 명지대학교 사회교육원에서 아르헨티나 땅고 지도교수로 재직 중이다.
시집으로는 《안개와 불》(1988년, 민음사) 《비디오/천국》(1990년, 문학과 지성사) 《발전소》(1995년, 민음사)가 있으며 장편소설로 《콜렉트콜》(1991년, 열음사), 《블루스 하우스》(1992년, 세계사), 《쿨재즈》(1995년, 도서출판 해냄), 《황금동굴》(1998년, 이레출판사), 《영화》(1998년, 이레출판사)가 있고, 영화평론집으로 《하재봉의 영화읽기》, 《하재봉의 비디오천국》, 《하재봉의 시네마 클릭》이 있다. 그 외에 양경학과 함께 레너드 코언의 번역시집 《수잔과 함께 강가에 앉아》(둥지출판사)를 냈고, 수필집으로 《트라이앵글이 은빛으로 우는 이유》(푸른숲)를 출간했다. 월간 [문학사상]에 장편소설 [컬트시대], 일간 [전자신문]에 [누구나 포토맥 강에 가고 싶어한다], 스포츠 조선에 [찬 개의 혀] 등 아직 줄간되지 않은 장편 연재소설들이 여러 권 있다. 1988년부터 각종 방송활동을 시작했으며 특히 1991년부터 전국은 지금(KBS-TV), 출발 모닝와이드(SBS-TV) 등에서 수년간 고정 패널로 영화를 소개하였고 이숙영의 파워FM에 10년동안 출연하며 영화를 소개하였다. 시네마월드(MBC-TV), 하재봉의 영화나라(KBS-2R), TV 문화속으로(부산KBS), 날마다 좋은날(BTN), 유쾌한 저녁길(BBS-FM) 등에서 MC를 보았다.
1996년 동아TV에서 일일드라마 하재봉 장편소설 《블루스 하우스》를 각색・연출하였고, 1999년부터 2000년까지 장정일 원작소설 《내게 거짓말을 해봐》를 희곡으로 각색・연극 연출하여 서울과 부산, 대구 등의 도시에서 순회공연을 하였다. 영화사 TANGO FILM을 설립, 예술영화 《레드 탱고》를 제작・각본・감독하였다.
하재봉은 2004년부터 오딧세우스 다다Odysseus Dada라는 땅고 이름으로 아르헨티나 땅고를 추기 시작하였다. 2006년 아트탱고를 설립하였으며 2008년 세계사회체육대회 탱고부문에 한국 국가대표 탱고선수로 출전하였고 2009년 《세계테마기행》(EBS-TV) 《아르헨티나》편을 진행하며 탱고를 소개하였다. 2014년 서울메트로폴리탄 땅고 챔피언십 심사위원, 2016년 국제댄스연맹(IDO) 주최 아르헨티나 땅고 댄스컵 대회 심사위원을 맡았다. 또 [오직 땅고만을 추었다](도서출판 난다), [땅고](도서출판 살림) 등 땅고 관련 에세이를 출간하였다. [오직 땅고만을 추었다]는 2017년 하반기, 문화체육관광부 주관 세종나눔 우수도서 문학 에세이 부문으로 선정되었다. 국제댄스연맹 IDO의 국제심판 자격증을 취득하였고, 현재 포털사이트 다음에서 아트탱고 카페를 운영하고 있다.